# Trno
Trno este o localitate din comuna Šentjur, Slovenia, cu o populație de 48 de locuitori.